# نیلز هانسن (بازیکن فوتبال آلمانی)
نیلز هانسن (انگلیسی: Niels Hansen؛ زادهٔ ۲۵ ژوئیهٔ ۱۹۸۳) بازیکن فوتبال اهل آلمان است.
از باشگاه‌هایی که در آن بازی کرده‌است می‌توان به باشگاه فوتبال هولشتاین کیل، باشگاه فوتبال فرایبورگ، باشگاه فوتبال اسنابروک، و باشگاه فوتبال کارل زایس ینا اشاره کرد.